# Tempo di recupero
Il tempo di recupero, chiamato anche intervallo o pausa, concetto noto in inglese come rest period, rest interval o intratraining-session rest period, è uno dei principali parametri utilizzati nell'allenamento con sovraccarichi o resistance training (bodybuilding, weightlifting, powerlifting, fitness), e rappresenta il tempo di riposo che trascorre tra le varie serie o tra i vari esercizi dell'allenamento.

## Definizione
La durata dei tempi di recupero tra le serie è stata riconosciuta come un'importante variabile nella programmazione di un allenamento con i pesi. È raramente monitorata durante le sessioni, nonostante il suo impatto significativo sulle risposte acute e croniche di natura metabolica, ormonale e cardiovascolare. In genere, nell'esercizio con sovraccarichi vengono utilizzati tre principali periodi di riposo: breve (30 secondi o meno), moderato (60-90 secondi) e lungo (3 minuti o più). La durata del tempo di recupero tra le serie influisce sulle risposte ormonali, metaboliche e cardiorespiratorie, e dipende da diversi fattori. Tra questi, il carico utilizzato (e la relativa intensità come %1RM), gli obiettivi dell'atleta, ma anche il sistema energetico che vuole essere prevalentemente attivato. In linea generale più basse sono le ripetizioni - e quindi più alti sono i carichi e l'intensità - e più lunghi dovrebbero essere i tempi di recupero. In altri termini, il tempo di recupero tra le serie è inversamente proporzionale al numero di ripetizioni eseguite. Per questo motivo in una routine periodizzata prevista in genere in un programma di bodybuilding su lungo termine, si alterano regolarmente diversi parametri tra cui l'intensità, che è inversamente correlata con la durata dei tempi di recupero.
La durata degli intervalli influisce sul recupero fisico che avviene tra le serie e tra gli esercizi, influendo anche sul grado di fatica e sulla prestazione durante la progressione dell'allenamento. Utilizzando carichi tra il 50% e il 90% 1-RM, tempi di recupero di 3-5 minuti permettono di eseguire maggiori ripetizioni durante un gruppo di serie multiple. Ad esempio, è stato riscontrato che 3 minuti di recupero tra le serie (in questo caso di pressa e panca), può essere mantenuta un'esecuzione di 10 RM (ripetizioni massime) per 3 serie. Ma se viene impostato solo 1 minuto di recupero tra le serie, l'andamento delle ripetizioni massime cala progressivamente da 10, 8 e 7 RM in 3 serie consecutive. Altre ricerche hanno constatato che anche recuperi di 3 minuti riescono a ridurre la prestazione con l'andamento delle serie durante un allenamento, ma in maniera significativamente minore rispetto a recuperi di 1 minuto, mentre con 2 minuti di recupero il decremento del numero di ripetizioni appare significativo dalla terza serie. In definitiva, impostare tempi di recupero lunghi permette di completare maggiori volumi di allenamento rispetto a recuperi brevi, ovvero permette di aumentare il rapporto tra ripetizioni eseguite, serie eseguite e carichi sollevati durante la sessione.

### Tempi di recupero per la forza massimale
Se si intende sviluppare la forza massimale tramite un resistance training, bisognerebbe impostare tempi di recupero lunghi. Viene segnalato che pause di 3-5 minuti tra le serie producono un maggiore incremento della forza massimale, grazie alla maggiore intensità e volume dell'esercizio. Ciò è dato dal fatto che carichi pesanti correlati con basse ripetizioni ricavano l'energia dal metabolismo anaerobico alattacido dei fosfati, e quindi dai substrati energetici quali adenosina trifosfato (ATP) e fosfocreatina (PC). Questa via metabolica provvede a fornire energia immediata per riuscire ad affrontare la prestazione massimale con carichi elevati e movimenti esplosivi per un periodo di tempo molto breve (breve Time Under Tension). Questo approccio di allenamento, il quale porta all'attivazione preponderante di questo sistema energetico, richiede lunghi tempi di recupero tra le serie. L'esecuzione di serie consecutive è altamente dipendente dal recupero dei substrati energetici anaerobici (fosfati), e sono necessari almeno 3 minuti di riposo per fare in modo che queste fonti riescano ad essere quasi completamente recuperate. Se non viene permesso un adeguato recupero, il numero di ripetizioni eseguite durante le varie serie dell'esercizio diminuiranno. È stato riscontrato che incrementi della forza massima sono stati maggiori con tempi di recupero più lunghi. Ad esempio, è stato rilevato che quando in un resistance training vengono stabiliti 3 minuti piuttosto che 30 secondi in un programma di allenamento di 5 settimane, la forza massima incrementa del 7% e del 3% rispettivamente. Si raccomanda di riposare almeno 3 fino a più di 5 minuti quando l'allenamento è rivolto allo sviluppo della forza massimale o della potenza. Tale durata di riposo permette che la fatica sia minima all'inizio dell'esecuzione di una nuova serie, e di conseguenza, che la forza possa essere espressa al massimo possibile. Altre ricerche recenti suggeriscono che la prestanzione è simile in serie consecutive che prevedono 3 o 5 minuti.

### Tempi di recupero per la potenza muscolare
L'allenamento per sviluppare la potenza muscolare o forza esplosiva viene generalmente eseguito per migliorare la velocità con cui un muscolo può generare forza. Generalmente parlando, l'allenamento di potenza prevede il sollevamento di carichi sub-massimali in maniera rapida. Possono essere eseguiti per questo scopo vari tipi di esercizi che prevedono movimenti ripetuti di massimo sforzo come esercizi pliometrici con la palla medica, salti pliometrici, alzate olimpiche, e gli esercizi con sovraccarichi tradizionali (squat, panca, stacco). Poiché il punto focale, come nel caso della forza massima, è la qualità del movimento, durante questo tipo di allenamento l'affaticamento o il cedimento muscolare dovrebbero essere evitati. Per lo sviluppo della potenza muscolare si suggeriscono generalmente tempi di recupero della durata minima di 3 minuti.

### Tempi di recupero per l'ipertrofia muscolare
Quando si intende sviluppare l'ipertrofia muscolare, questo fine viene ottenuto generalmente (ma non esclusivamente) con intensità moderate, cioè tra cira le 8 e le 12 ripetizioni massime (RM), che in termini di intensità sono correlate ad un range tra il 65 e l'80% di 1RM. In tali circostanze, tempi di recupero più brevi si rivelerebbero più adatti a questo scopo. Riposare meno di 3 minuti tra le serie causa un notevole livello di stress metabolico sui sistemi energetici anaerobici, e questo è ciò che vuole essere provocato nei tipici allenamenti per produrre ipertrofia muscolare (bodybuilding). Ciò è dato dal fatto che la fatica sembra avere un importante ruolo nel permettere l'attivazione di quei meccanismi che portano alla crescita muscolare. Uno di questi fattori sarebbe l'accumulo di lattato, che incrementa in proporzione ad una maggiore durata della serie (Time Under Tension), e a minori tempi di recupero. C'è una forte correlazione tra l'elevazione dei livelli di lattato e l'incremento dei livelli di GH nel periodo post esercizio. Inoltre è stato visto che in assenza di produzione di acido lattico durante l'esercizio non avviene l'elevazione del GH. Il GH è un ormone spesso associato alla crescita del muscolo scheletrico, ed è stato ipotizzato che l'aumento dei livelli di questo ormone indotto dal resistance training possa avere importanti implicazioni su un maggiore sviluppo della massa muscolare. Uno dei principali motivi per cui pause brevi sono solitamente prescritte in un programma di allenamento per l'ipertrofia è proprio il significativo aumento delle concentrazioni di GH rispetto a quando il tempo di recupero ammonta a 3 minuti. In realtà, anche se alcuni ricercatori hanno giudicato tali risposte potenzialmente importanti per lo sviluppo di questo adattamento fisiologico, sia nelle fibre di tipo I che in quelle di tipo IIa e IIb, il fatto che questi incrementi ormonali siano la causa diretta dell'ipertrofia è stato recente oggetto di dibattito in letteratura. Diversi studi recenti hanno infatti concluso che non ci sia una correlazione tra l'incremento degli ormoni anabolici post-allenamento e un maggiore sviluppo dell'ipertrofia muscolare, mentre altri hanno trovato maggiori risposte dell'ipertrofia muscolare con pause lunghe rispetto a quelle tipicamente suggerite per favorire questo adattamento. Questo rimetterebbe in discussione la teoria a lungo supportata dai ricercatori che riconosce i tempi di recupero più brevi o incompleti (60-90 secondi) più adeguati per stimolare l'ipertrofia, per il solo motivo di elevare maggiormente i livelli di GH post-allenamento. Infatti, revisioni scientifiche più recenti sottolineano che l'ipotesi che vede la necessità di mantenere le pause brevi per massimizzare l'ipertrofia non è stata effettivamente dimostrata.
Con periodi di riposo così brevi tra le serie, è più difficile poter sollevare lo specifico carico (mantenere alta e invariata l'intensità nel corso dell'esercizio) richiesto per questo tipo di stimolo. Quindi, dall'alternanza dei periodi di riposo (tra le serie multiple), l'atleta può essere in grado di creare più stress metabolico su alcune serie riducendo le pause, i carichi e l'intensità, e una maggiore tensione meccanica in altre serie aumentando le pause, i carichi, e l'intensità. Sono entrambe metodiche che promuovono l'ipertrofia.

### Tempi di recupero per l'endurance muscolare locale
Se l'obiettivo è lo sviluppo della resistenza (o endurance) muscolare locale, sono meglio adatte per questo scopo basse intensità (<65% 1RM), correlate con circa 15 o più ripetizioni massime, e brevi tempi di recupero della durata di 20-60 secondi. Questo metodo di resistance training permette di spingersi oltre il massimo livello di fatica, il che porta all'aumento delle abilità del corpo di resistere allo sforzo per lunghi periodi (lunghi Time Under Tension, TUT), di sfruttare più efficientemente il lattato come fonte energetica, e anche di migliorare moderatamente la capacità aerobica. La resistenza muscolare si riferisce alla capacità del muscolo di resistere alla fatica (solitamente contro alti livelli di produzione di lattato), e come tale, in questo contesto la fatica rappresenta un fattore più importante della tensione o dell'intensità, come nel caso rispettivo dello sviluppo dell'ipertrofia o della forza massima. Questa capacità può essere diversamente definita come il numero massimo di ripetizioni che possono essere eseguite usando una specifica resistenza (o carico o intensità). L'abilità di tamponare e tollerare l'abbassamento del pH e ioni idrogeno (H+) indotto da un'alta idrolisi di ATP viene indicata da alte concentrazioni di lattato, che può favorire il miglioramento della capacità di endurance muscolare mediante il resistance training con tempi di recupero ridotti. Poiché la fatica è associata anche all'ipertrofia muscolare, anche i bodybuilder applicano questo metodo di allenamento nei cicli a bassa intensità per variare lo stimolo muscolare.
Esistono alcuni stili di resistance training che riducono drasticamente i tempi di recupero tra le serie, arrivando anche ad eliminarli. Ciò implica il fatto che l'esecutore si sposta da un esercizio all'altro immediatamente. Questo approccio viene previsto in un particolare resistance training chiamato Circuit training (allenamento a circuito), in cui viene imposta una notevole riduzione dell'intensità (40-60% 1 RM) e un aumento delle ripetizioni (15-20), ma anche in alcune tecniche speciali principalmente rappresentate da super set, tri set, e set giganti. In ognuna di queste 3 tecniche vengono eseguite consecutivamente senza pausa rispettivamente 2, 3 o più serie. Esiste anche un metodo più recente chiamato paired set training, che basa tutta la sessione sull'esecuzione di serie in super set.

### Tempi di recupero per il dimagrimento
L'esercizio anaerobico in resistance training può essere ritenuto un efficace metodo per ridurre la percentuale di grasso corporeo, non secondario rispetto all'attività aerobica. Per poter ottimizzare i risultati sul dimagrimento è necessario impostare in maniera adeguata i parametri dell'allenamento tra cui intensità, volume, frequenza, Time Under Tension, e naturalmente i tempi di recupero. In questo caso è stato osservato che, a parità di intensità (o carico sollevato), il dispendio energetico durante e dopo l'allenamento viene incrementato limitando i tempi di recupero tra le serie a 30 o meno secondi. Altre ricerche hanno dimostrato che quando i soggetti seguivano pause di 30 secondi tra le serie di distensioni su panca piana, il dispendio calorico era più elevato del 50% rispetto a quando le pause erano di 3 minuti. I tempi di recupero molto brevi sono caratteristici del resistance training in modalità Circuit training (CT), e impongono normalmente carichi più ridotti per poter essere eseguiti. Come precedentemente accennato, i tempi di recupero brevi e elevati TUT favoriscono entrambi una maggiore produzione di lattato, che si presenta in maniera proporzionale alla secrezione di GH. Il GH è un ormone dalle capacità lipolitiche, che favorisce cioè la mobilizzazione dei grassi depositati.

### Linee guida generali sui tempi di recupero[42]
- Oltre 5 minuti di riposo: tra le serie con un carico che permette meno di 5 ripetizioni massime a cedimento (>85% 1RM[18]);
- 3-5 minuti di riposo: tra le serie con carichi che permettono tra i 5 e i 7 RM (~85% 1RM[18]);
- 1-2 minuti di riposo: tra le serie con carichi che permettono tra 11 e 13 RM (65-70% 1RM[18]);
- circa 1 minuto di riposo: tra le serie con carichi che permettono 13 o più RM (<65% 1RM[18]);
- 20-30 secondi: tra le serie con carichi che permettono 20 o più RM (40-60% 1RM[18]);

## Fisiologia sui tempi di recupero

### Ripristino dei fosfati
Poco dopo lo sforzo intenso, seguono diversi minuti in cui il ritmo respiratorio subisce un significativo aumento. L'ossigeno (O2) viene assunto in maggiore quantità e viene impiegato tramite via aerobica per produrre maggiori quantità di adenosina trifosfato (ATP). Una parte dei questo ATP viene immediatamente scisso in adenosina difosfato (ADP) e fosfato (P), e l'energia liberata è impiegata per ricombinare il gruppo fosfato con la creatina a riformare la fosfocreatina (PC). Durante una serie molto breve (meno di 20 secondi), la causa metabolica della fatica è la deplezione di fosfocreatina (PC). Anche se l'ATP non scende mai al di sotto del 20% dei livelli basali anche all'esaurimento, la fosfocreatina può essere completamente esaurita entro 20 secondi di esercizio ad intensità massima. Parte dell'eccesso di ATP ottenuto durante il recupero viene semplicemente accumulato nei muscoli. Questo accumulo di scorte di fosfati (ATP e CP) avviene in diversi minuti. Questa parte del EPOC viene considerata la porzione alattacida del debito di ossigeno. L'emivita della porzione alattacida del debito di ossigeno è stata stimata essere approssimativamente tra i 20 secondi e 36 e 48 secondi. Emivita significa che all'interno di questo periodo di tempo il 50% o metà del debito alattacido è ripagata. Quindi tra i 20 e i 48 secondi, il 50% dei fosfati muscolari (ATP e CP) sono ridepositati; da 40 a 96 secondi ne viene ricostituito il 75%; tra 60 e 144 secondi viene ricostituito l'87%. Perciò approssimativamente tra 3 e 4 minuti la maggior parte dell'ATP e CP intramuscolare consumato viene ricostituito. Più precisamente, anche se il creatinfosfato può essere risintetizzato al 96% in 3 minuti, spesso sono necessari 4-5 minuti per riacquistare la totale capacità di produrre forza, suggerendo la presenza di un'ulteriore componente estranea ai fosfati in grado di determinare il livello di fatica durante l'esercizio con sovraccarichi, come la fatica neurale. Comunque, se l'attività muscolare riprende durante la porzione alattacida del debito di ossigeno, la ricostituzione intramuscolare di ATP e CP verrà completata in più tempo. Questo perché parte dell'ATP generata tramite fonti aerobiche deve essere impiegata per fornire energia per permettere di svolgere nuovamente l'attività muscolare. Comprendere i meccanismi legati alla porzione alattacida del debito di ossigeno (o EPOC) e la ricostituzione dei fosfati muscolari è importante per pianificare un programma di allenamento che include brevi tempi e alta intensità. I fosfati muscolari sono le fonti energetiche più potenti e sono le principali fonti energetiche impiegate nell'alzata massimale e le serie ad alta intensità. Proprio per questo devono essere permessi diversi minuti di riposo tra le serie ad alta intensità affinché queste molecole vengano riaccumulate in sede intramuscolare, altrimenti non sarebbero disponibili in vista della serie successiva. Se non viene permesso un sufficiente tempo di recupero tra le serie pesanti o l'alzata massimale, questi non riusciranno ad essere portati a termine entro il numero di ripetizioni, o la velocità o la tecnica imposti.

### Ripristino delle fonti lattacide
Le fonti energetiche anaerobiche sono in parte responsabili della rimozione del lattato accumulato nel corpo. Tuttavia in questo caso l'ossigeno è assunto in maggiore quantità rispetto ai valori basali per metabolizzare tramite via aerobica il lattato accumulato durante lo sforzo. In questo modo viene prodotta energia dai tessuti e viene chiamata porzione lattacida del debito di ossigeno (o del EPOC). La relazione tra la porzione lattacida del debito di ossigeno e la rimozione di lattato è stata analizzata, tuttavia diversi tessuti del corpo possono metabolizzare il lattato per via aerobica. Tra questi, il muscolo scheletrico in attività durante l'esercizio, il muscolo scheletrico inattivo durante la sessione di allenamento, il muscolo cardiaco, i reni, fegato, e cervello. Fino al 60% del lattato accumulato viene metabolizzato per via aerobica, mentre il rimanente 40% viene convertito a glucosio e proteine, e una piccola parte viene escreta tramite le urine e il sudore. L'emivita della porzione lattacida del debito di ossigeno trova una durata approssimativa di 25 minuti. Di conseguenza, circa il 95% dell'acido lattico accumulato viene rimosso dal sangue entro 1 ora e 15 minuti.

### Recupero attivo: smaltimento del lattato e recupero neurale
Nei programmi di allenamento coi pesi, esiste un'ulteriore possibilità di impostazione dei tempi di recupero. Si tratta del recupero attivo. Questo particolare tipo di recupero indica una modalità in cui, nel tempo che trascorre tra una serie e l'altra dell'esercizio con sovraccarichi, si svolge una blanda attività aerobica piuttosto che riposare passivamente (recupero passivo). Questo è frequentemente introdotto anche in molte tipologie di allenamenti cardio anaerobici sotto forma di High Intensity Interval Training (HIIT). Rimanendo nell'ambito del resistance training, il recupero attivo è previsto in particolare nel Aerobic Circuit Training, in cui gli esercizi con sovraccarichi in super set, tri set o set giganti, vengono regolarmente alternati con fasi di recupero sulle macchine cardiovascolari a blanda o moderata intensità. Questo metodo consente di smaltire la notevole mole di acido lattico prodotto durante lo sforzo anaerobico glicolitico coi pesi. Infatti una blanda attività aerobica come la corsa o la camminata al termine dell'attività anaerobica, o, in questo caso, anche nelle fasi di recupero attivo, permette che il lattato prodotto nella fase anaerobica sia rimosso più rapidamente. Quando l'attività leggera viene svolta dopo l'esercizio, una parte del lattato accumulato viene metabolizzato per via aerobica per supportare parte della richiesta di ATP per svolgere la stessa attività leggera. Sembra inoltre che l'accumulo di lattato sia rimosso dal sangue più rapidamente se l'attività leggera prevede il reclutamento dei muscoli attivi durante lo sforzo lattacido piuttosto che dai muscoli che erano inattivi. Per permettere questo processo metabolico è necessario che la fase di recupero attivo venga svolta al di sotto della soglia anaerobica, la quale, se superata, imporrebbe un continuo accumulo di acido lattico dovuto all'entità dello sforzo di natura anaerobica. Per gli individui non allenati, la soglia anaerobica viene individuata approssimativamente tra il 50 e il 60% del VO2max (massimo consumo di ossigeno). Alcuni studi hanno analizzato il recupero attivo tra le serie dell'esercizio con sovraccarichi mostrando svariati benefici. Si è constatato che 4 minuti di pedalata durante il recupero attivo al 25% del VO2max (uno sforzo molto blando) riducono maggiormente le concentrazioni di lattato rispetto al normale recupero passivo, o ad un recupero attivo al 50% del VO2max. Inoltre, al termine dell'allenamento in cui veniva svolta la pedalata al 25% del VO2max, i soggetti riuscivano ad eseguire più ripetizioni alla massima fatica comparati ai soggetti che avevano eseguito altri tipi di recupero. Quindi la blanda attività aerobica durante il recupero attivo può favorire la performance se i tempi di recupero stessi trovano una durata sufficiente e se i muscoli coinvolti sia nell'attività aerobica che anaerobica sono i medesimi.
Un altro potenziale beneficio del recupero attivo è una maggiore efficienza del sistema nervoso, incidendo positivamente sull'espressione della forza durante le serie. Questo riguarda la componente neurale dell'affaticamento, la quale si aggiunge all'affaticamento metabolico indotto dall'accumulo di acido lattico e ioni idrogeno sopra esposto. Alcuni studi datati (Asmussen e Mazin, 1978) constatarono che quando un'attività "alternativa" - come un'attività leggera dedicata ad un'altra parte corporea - veniva svolta tra le pause dell'esercizio ad alta intensità, l'emissione della forza veniva mantenuta ad un maggiore livello rispetto a quando questa attività leggera non veniva praticata. Questo beneficio è stato attribuito ad una sorta di "distrazione" del sistema nervoso, permettendo un recupero più rapido. Bisogna a questo proposito far presente che, mentre per consentire un maggiore recupero metabolico favorito dallo smaltimento del lattato e degli ioni idrogeno, la parte corporea coinvolta nel recupero attivo deve essere la stessa, nel contesto del recupero neurale viene riconosciuto che la parte corporea coinvolta nel recupero attivo debba essere diversa da quella sollecitata durante la serie.

### Tempo di recupero e EPOC
Bisogna infine considerare che il tempo di recupero tra le serie rappresenta in aggiunta uno dei momenti in cui si manifesta l'EPOC, cioè il consumo di ossigeno in eccesso post-allenamento. Sebbene questo evento metabolico si rivolga soprattutto al periodo post-allenamento, nel particolare contesto dell'esercizio anaerobico con i pesi (Resistance training), o nell'esercizio cardiovascolare anaerobico (Interval training con recupero passivo), esso può essere riconosciuto non solo successivamente al termine dell'attività fisica. Anche i periodi di recupero infatti possono essere calcolati all'interno del EPOC, poiché, contrariamente all'esercizio aerobico continuato (Steady State Training), in quello anaerobico intervallato vengono imposti dei momenti di sosta in cui vengono avviati i processi di recupero, i quali coincidono principalmente con la porzione alattacida del EPOC o del debito di ossigeno precedentemente descritta.
(A. Paoli e M. Neri, Principi di metodologia del fitness (2010))
Si segnala il fatto che l'EPOC definisce una fase in cui il metabolismo e i processi ossidativi vengono massimizzati, e il dispendio calorico si sposta maggiormente sull'impiego di lipidi piuttosto che di glucidi. Ciò può significare che, anche se durante lo sforzo anaerobico la spesa calorica è prevalentemente a carico dei glucidi, durante i tempi di recupero essa si sposta sui lipidi. Effettivamente, anche se l'esercizio coi pesi non sfrutta lipidi durante l'esecuzione di una serie, nel corso di questo tipo di esercizio è stata comunque rilevata la mobilizzazione dei grassi, sia dalle riserve di trigliceridi intramuscolari (IMTG) sia dalle riserve del tessuto adiposo, indicando che il grasso può essere utilizzato nel tempo di recupero tra le serie per ricostituire l'ATP. L'aumento della mobilizzazione dei grassi durante l'esercizio coi pesi è attivato mediante lo stimolo ormonale indotto, soprattutto dall'incremento dei livelli di adrenalina e noradrenalina (le principali catecolammine).

### Controversie: ormoni anabolici e ipertrofia
Poiché è stato stabilito che il GH e il testosterone giochino un ruolo importante nello sviluppo dell'ipertrofia muscolare, in letteratura è stata spesso avanzata l'ipotesi che un allenamento coi pesi che induce all'aumento dei livelli di questi ormoni sia più importante per creare questo adattamento. Ciò ha portato diverse linee guida, testi scientifici di rilievo e review scientifiche a suggerire pause tra 60 e 90 secondi per massimizzare l'ipertrofia muscolare nel resistance training. Inizialmente un importante studio di Kraemer et al. (1990) stabilì che a parità di carico pause più brevi aumentavano l'elevazione dei livelli di GH, una conclusione che venne più volte confermata da altre ricerche. Si concluse che l'aumento dei livelli di GH era fortemente correlato e proporzionale alla produzione di lattato, il cui accumulo è caratteristico del metabolismo anaerobico lattacido (prevalente nei programmi di ipertrofia). Ciò nonostante, non sembra essere mai stato dimostrato chiaramente che la maggiore elevazione dei livelli di GH e testosterone indotti dall'esercizio coi pesi siano connessi con una maggiore risposta dell'ipertrofia muscolare, per tanto questa correlazione negli anni, pur essendo stata supportata da diversi ricercatori, non è risultata definitiva. Questa teoria è rimasta piuttosto diffusa fino ai giorni nostri, quando alcune ricerche più recenti hanno voluto fare luce sulla questione criticando questa ipotesi. Secondo le conclusioni dello studio di West (2009): "Concludiamo che l'esposizione del muscolo sovraccaricato per aumentare in maniera acuta l'elevazione degli ormoni anabolici endogeni indotta dall'esercizio fisico non migliora né l'ipertrofia muscolare né la forza con il resistance training negli uomini giovani."
Uno studio contemporaneo (Buresh et al. 2009): "Questi risultati mostrano che in maschi sani poco allenati, l'allenamento della forza con 1 minuto di riposo tra le serie provoca una risposta ormonale maggiore rispetto ad intervalli di 2.5 minuti nella prima settimana di allenamento, ma queste differenze diminuiscono dalla 5ª settimana e scompaiono entro la 10ª settimana di allenamento. Inoltre, la risposta ormonale è molto variabile e potrebbe non essere necessariamente predittiva dei guadagni di forza e di massa magra in un programma di allenamento di 10 settimane". Il fatto più significativo, è che i ricercatori rilevarono un aumento delle dimensioni delle braccia del 5% negli atleti che seguivano pause brevi, e del 12% nel gruppo che seguiva pause lunghe, indicando come la pause lunghe avessero provocato un aumento dell'ipertrofia maggiore rispetto alle pause più brevi tipiche dei protocolli di ipertrofia.
Machado et al. (2011) testarono un gruppo di 10 uomini prescrivendo 4 serie da 10 RM su diversi esercizi in 4 sessioni differenti, le quali differivano solamente dai tempi di recupero, rispettivamente da 60, 90, 120, e 180 secondi. I ricercatori notarono che lo stress meccanico imposto dalle 4 sessioni aveva provocato danni simili alle fibre muscolari indipendentemente dalla durata dei tempi di recupero tra le serie.
In uno studio condotto da West et al (2012), i ricercatori esaminarono le risposte dei partecipanti maschi e femmine all'esercizio fisico intenso per le cosce. Nonostante una differenza di 45 volte nell'aumento del testosterone, gli uomini e donne sono stati in grado di produrre nuove proteine muscolari esattamente allo stesso livello.
(Daniel West, autore dello studio citato)
In un altro studio, West e Phillips (2012) analizzarono le risposte ormonali post-allenamento di 56 giovani di età compresa tra i 18 ei 30, che si allenarono 5 giorni a settimana per 12 settimane. Gli uomini ottennero dei guadagni di massa muscolare che non si spingevano oltre le 12 libbre (circa 5.4 kg), ma i loro livelli di testosterone e GH dopo l'esercizio fisico non hanno mostrato alcuna correlazione con la crescita muscolare o con l'aumento della forza. Sorprendentemente, i ricercatori hanno notato che il cortisolo, normalmente considerato l'ormone antagonista (catabolico) degli ormoni anabolici, perché riduce la sintesi proteica e degrada il tessuto muscolare, è stato collegato con l'aumento della massa muscolare.
(Stuart Phillips, uno dei due ricercatori dello studio.)

## La ricerca
Kraemer et al. (1990), paragonarono gli effetti ormonali di 6 diversi protocolli di resistance training su 9 soggetti maschi. I diversi protocolli erano impostati con lo stesso ordine di esercizi, ma differivano per numero di ripetizioni massime (RM) tra 5 e 10 RM, e tempi di recupero, tra 1 e 3 minuti. Ognuno di questi 6 allenamenti presentava una diversa combinazione di questi 2 parametri. Tra le varie osservazioni, notarono che non tutti i protocolli producevano lo stesso incremento del GH. Le più alte risposte di questo ormone erano osservate nei protocolli dal maggiore lavoro totale, con 1 minuto di pausa, e 10 RM (correlati indicativamente con un'intensità relativa al 75% 1RM). Da questa ricerca emerse che tempi di recupero più brevi (1 minuto contro 3 minuti) suscitavano risposte ormonali acute superiori.
Robinson et al. esaminarono gli effetti di un programma di resistance training ad alto volume della durata di 5 settimane e diversi di esercizi e tempi di recupero sullo sviluppo della potenza, sull'esercizio di durata ad alta intensità, e sulla forza massimale. Trentatré uomini allenati sono stati divisi in 3 gruppi uguali. I gruppi distribuiti nei 3 protocolli utilizzarono gli stessi esercizi, serie e ripetizioni. I tempi di recupero assegnati ad un gruppo duravano 3 minuti, 1.5 minuti ad secondo gruppo, e 0,5 minuti per il terzo gruppo. I cambiamenti prima e dopo il programma di allenamento. La forza massimale sullo squat aumentò significativamente in maniera maggiore nel primo gruppo (3 minuti di recupero) rispetto al terzo gruppo (30 secondi). I dati suggerirono che, fatta eccezione per le prestazioni di forza massimale, gli adattamenti a breve termine creato da un allenamento ad alto volume non dipendono dalla durata dei tempi di recupero.
Ahtiainen et al. (2005) hanno paragonato un allenamento con periodo di riposo più breve (2 minuti) rispetto ad uno con periodo di riposo più lungo (5 minuti) in un protocollo di allenamento per la forza di 6 mesi (2 pesanti sedute di resistance training a settimana per la parte inferiore del corpo) su 13 uomini praticanti l'attività in ambito ricreativo. Il volume di allenamento (ripetizioni x serie x peso) erano uguali per entrambi i gruppi. In questo studio di 24 settimane è stato riscontrato che non vi erano differenze nei guadagni di forza, massa muscolare, o profilo ormonale (testosterone, cortisolo e GH) tra i 2 protocolli con diversi tempi di recupero.
Hill-Haas et al. (2007) testarono gli effetti di una variazione dei tempi di recupero su un protocollo di un resistance training ad alte ripetizioni. 18 soggetti di sesso femminile vennero suddivisi in 2 gruppi. Il primo eseguiva un resistance training con 20 secondi di pausa tra le serie, mentre il secondo prevedeva pause di 80 secondi. I 2 gruppi eseguirono lo stesso allenamento in termini di volume e carico, con l'unica differenza riscontrata nei tempi di recupero. Ogni gruppo si è allenato per 3 giorni settimanali per 5 settimane, eseguendo un allenamento da 15-20 ripetizioni massime (RM) e 2-5 serie. Nonostante nello studio non fosse stato specificato, il primo gruppo di fatto eseguiva un Circuit training, poiché un protocollo impostato con alte ripetizioni (15-20) - relative di conseguenza ad intensità basse - e tempi di recupero fino a 30 secondi (in questo caso 20) rientra per definizione nei canoni di questo metodo di allenamento. Il gruppo con pause lunghe invece eseguiva in definitiva un normale resistance training a bassa intensità. Per verificare le differenze tra i due gruppi, i soggetti vennero sottoposti a due test, ovvero la capacità di sprint ripetuti su cicloergometro (6 secondi di sprint massimale x 5 volte), e un test di forza di 3 RM su leg press, aggiungendo la misurazione antropometrica. Questi test e misurazioni vennero determinati sia prima che dopo il programma. Il gruppo con tempi di recupero brevi (Circuit training) mostrò un maggiore miglioramento nell'esecuzione degli sprint ripetuti rispetto al gruppo con recuperi lunghi (12,5 contro 5,4%). Tuttavia, il gruppo con pause più lunghe mostrò un maggiore miglioramento della forza (45,9 contro 19,6%). Non vennerio riscontrate delle variazioni antropometriche per entrambi i gruppi di studio.
Questi risultati suggerirono che quando il volume e il carico di lavoro sono uguali, nonostante un inferiore aumento della forza, 5 settimane di allenamento con brevi tempi di recupero risultano in un maggior miglioramento dell'abilità nell'esecuzione degli sprint ripetuti rispetto a quando lo stesso allenamento prevede tempi di recupero più lunghi.
Al fine di esaminare gli effetti di diversi intervalli di riposo tra le serie sulle risposte ormonali acute del GH e IGF-1, Boroujerdi e Rahimi (2008) testarono queste variazioni su 10 uomini allenati (di età media 22 anni). I soggetti hanno eseguito 2 diversi protocolli di resistance training simili per quanto riguarda il volume totale di lavoro (serie x ripetizioni x carico), ma differivano per quanto riguarda la durata delle pause tra le serie (1 contro 3 minuti). Entrambi i protocolli includevano 5 serie da 10 RM su panca e squat che eseguirono in 2 sessioni sparate. Campioni di sangue sono stati esaminti prima, immediatamente dopo e 1 ora dopo i protocolli per determinare le concentrazioni di GH, IGF-I e lattato nel sangue. I valori post esercizio del lattato e GH erano significativamente elevati rispetto ai livelli pre esercizio, ma questo non è stato riscontrato per le concentrazioni di IGF-1. Tuttavia, le concentrazioni di IGF-1 erano significativamente aumentate nel corso di 1 ora dal termine dell'attività. I livelli sierici di GH e le concentrazioni di lattato nel sangue nel post esercizio erano significativamente più elevati nei protocolli con pause brevi (1 minuto) rispetto a quelli con pause lunghe (3 minuti), anche se i recuperi non hanno influito sui livelli di IGF-1. Questi dati
suggeriscono che la durata dei tempi di recupero tra le serie nel resistance training influenza i livelli di GH sierico, deve essere considerato che brevi tempi di recupero tra le serie inducono maggiori risposte acute del GH rispetto a tempi di recupero lunghi. Dato che il GH è un ormone anabolico, questa constatazione potrebbe avere implicazioni per quanto riguarda l'ipertrofia nel resistance training.
Buresh et al. (2009) hanno analizzato le differenze tra tempi di recupero di 1 minuto e di 2,5 minuti sulle risposte ormonali, i guadagni della forza e dell'ipertrofia sulle braccia e cosce, e sulla composizione corporea, durante un programma di allenamento di 10 settimane. L'esercizio con pause brevi portò ad una maggiore risposta ormonale rispetto alle pause lunghe, ma solo nella prima settimana di allenamento. Secondo i ricercatori la risposta ormonale non è necessariamente predittiva dello sviluppo della forza e dell'ipertrofia muscolare in 10 settimane. Inoltre le dimensioni delle braccia aumentarono del 5% negli atleti che seguivano pause brevi, e del 12% nel gruppo che seguiva pause lunghe.
Bottaro et al. (2009) investigarono sulle risposte ormonali acute di tre differenti tempi di recupero tra le serie in un allenamento coi pesi per la parte inferiore del corpo. I soggetti vennero divisi in 3 gruppi, con pause rispettivamente da 30, 60 e 120 secondi tra le serie. In linea col resto delle ricerche, l'entità delle risposte acute del GH è risultata maggiore con 30 secondi di recupero rispetto a 60 o 120 secondi.

## Conclusioni
Le ricerche indicano che i tempi di recupero tra le serie sono un'importante variabile dell'allenamento che influisce sia sulle risposte acute che sugli adattamenti cronici indotti dal Resistance training. In generale, i bodybuilder impostano periodi di riposo tra le serie piuttosto brevi, tra circa uno e due minuti in media, mentre i powerlifter spesso richiedono fino a oltre cinque minuti di riposo tra le serie pesanti. Tempi di recupero più brevi sono stati associati ad un aumento della risposta anabolica ormonale, in particolare testosterone e GH. Anche se non è chiaro se gli effetti ormonali acuti indotti dal resistance training contribuiscono ad una maggiore crescita muscolare in quanto non sempre è stata dimostrata superiorità delle pause brevi sull'ipertrofia, diversi studi hanno riportato una significativa correlazione con l'entità della crescita sia per le fibre muscolari di tipo I che per quelle di tipo II. I tempi di recupero più brevi hanno un effetto sull'aumento del parametro densità, aumentando il pompaggio muscolare, e aumentando la risposta ormonale. Aumentando la risposta ormonale anabolica si potrebbe venire a creare un ambiente più favorevole per la sintesi proteica muscolare, e eventualmente aumentare l'attività delle cellule satellite, anche se gli studi in questo settore non sono conclusivi. In effetti, l'impatto degli ormoni anabolici sull'ipertrofia è stato recentemente messo in discussione, in quanto alcuni studi non hanno trovato differenze nello sviluppo della forza e dell'ipertrofia muscolare, suggerendo che l'elevazione ormonale indotta dall'allenamento coi pesi non stimola la sintesi proteica miofibrillare e non è necessaria per l'ipertrofia.
Ad ogni modo, dopo diversi anni di ricerche, un'emblematica review di Willardson del 2006 riassumeva gli effetti delle variazioni dei tempi di recupero nel resistance training secondo quanto rilevato dalla letteratura scientifica. Il ricercatore concluse che la durata dei tempi di recupero tra le serie rappresenta un fattore determinante sulla capacità di sostenere le ripetizioni. La durata dei tempi di recupero è comunemente impostata in base all'obiettivo dell'allenamento, ma può variare in base a molti altri fattori. Durante gli allenamenti per la forza muscolare, l'entità del carico sollevato è un fattore determinante per i tempi di recupero tra le serie previste.
- Per carichi inferiori al 90% di 1 ripetizione massimale, 3-5 minuti di riposo tra le serie permettono maggiori aumenti della forza attraverso il mantenimento dell'adeguata intensità di allenamento. Tuttavia, durante il test per la forza massimale, 1-2 minuti di riposo tra le serie potrebbero essere sufficienti tra i vari tentativi ripetuti.
- Quando ci si allena per la potenza muscolare, deve essere prescritto un minimo di 3 minuti di riposo tra le serie di movimenti ripetuti di massimo sforzo (come i salti pliometrici).
- Quando l'allenamento è mirato all'aumento dell'ipertrofia muscolare, le serie consecutive devono essere eseguita prima che abbia luogo il pieno recupero. Intervalli di riposo più brevi, della durata di 30-60 secondi tra le serie, sono stati associati maggiori incrementi acuti del GH, che possono contribuire all'effetto ipertrofico.
- Durante gli allenamenti per la resistenza muscolare, una strategia ideale potrebbe essere quella di eseguire il resistance training in un circuito (Circuit training), con intervalli di riposo più brevi (ad esempio 30 secondi o meno) tra gli esercizi che coinvolgono gruppi muscolari diversi, e intervalli di riposo più lunghi (ad esempio 3 minuti) tra gli esercizi che coinvolgono gruppi muscolari simili.

In sintesi, la durata dei tempi di recupero tra le serie è solo uno dei parametri fondamentali di un programma di resistance training che condiziona diversi obiettivi. Tuttavia, prescrivere l'adeguato intervallo di riposo non garantisce un risultato desiderato se non sono stabiliti in modo appropriato altri componenti quali l'intensità e il volume.

## Altri parametri di allenamento
- Intensità
- Volume
- Frequenza
- Densità
- Time Under Tension
- Speed of movement
- One-repetition maximum
- Periodizzazione
- Sovraccarico progressivo
- Specificità